# Karl-Heinz Bringer

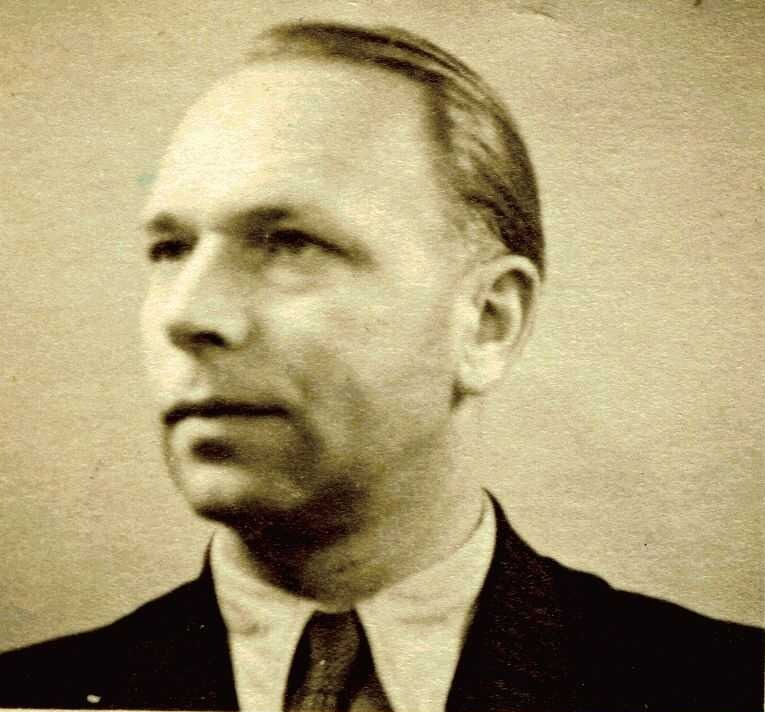
Karl-Heinz Bringer, 1949

Karl-Heinz Bringer (* 16. Juni 1908 in Elstertrebnitz; † 2. Januar 1999 in Saint-Marcel, Frankreich) war ein deutscher Raketentechniker.

## Leben

### Deutschland
1919 bis 1927 besuchte er die Oberrealschule in Zeitz. Nach seinem Abitur wollte er Diplomingenieur werden und immatrikulierte sich in Danzig. Der Konkurs der Getreidehandlung seines Vaters zwang ihn jedoch schon 1929 zum Studienabbruch. 1930 bis 1932 machte er dann eine Schlosserlehre. Währenddessen qualifizierte er sich in Leipzig nach Feierabend und an Sonntagen zum Ingenieur. Er war danach in verschiedenen Unternehmen tätig.
Kurz vor Ausbruch des Zweiten Weltkriegs wurde er am 15. August 1939 zur Wehrmacht eingezogen und in Polen eingesetzt. Durch einen Freund konnte er zum 27. September 1940 seine Versetzung in die Heeresversuchsanstalt Peenemünde erwirken. In der Antriebstechnikabteilung qualifizierte er sich bis zum Gruppenleiter für Flüssigkeitstriebwerke.
1942 meldete er das Konzept eines Gasgenerators zum Patent an, den Wernher von Braun für den Einbau in die A4 vorschlug.
Nach Kriegsende ging er zunächst zum englischen Ministry of Supply Establishment, Cuxhaven (MOSEC) im englisch besetzten Trauen. Unter anderem war er an der Operation Backfire beteiligt, bei der im Oktober 1945 drei A4-Raketen in Cuxhaven gestartet wurden.

### Frankreich
Im Jahr 1946 war eine Gruppe von über 30 Ingenieuren und anderen Mitarbeitern Wernher von Brauns einen Vertrag mit französischen Behörden eingegangen um in Frankreich am Laboratoire de recherches balistiques et aéro-dynamiques (LRBA) ihre Arbeit an hypergolen Flüssigkeitstriebwerken mit 40 t Schub fortzusetzen. Hierfür wollten sie Bringers Gasgenerator verwenden. Im September 1946 wechselte auch Bringer zum LRBA, zuerst in Riegel am Kaiserstuhl, ab Mai 1947 dann im französischen Vernon in einer provisorischen Siedlung, die von den deutschen Raketentechnikern „Buschdorf“ genannt wurde.
Die von den deutschen Ingenieuren entworfene Rakete mit 40 t Schub ging jedoch nicht in Produktion. Der französische Staat verlagerte seine Interessen auf die Höhenforschungsrakete Veronique mit nur 4 t Schub. Hierzu entwarf Bringer auf Grundlage seiner Erfahrung aus Peenemünde ein Triebwerk, das Kerosin mit Salpetersäure verbrannte. Die Veronique wurde am 2. August 1950 zum ersten Mal erfolgreich gestartet.
Bringers Triebwerk wurde stetig weiterentwickelt:
- Veronique AGI (ab 1959): ebenfalls mit 4 t Schub, jedoch mit Terpentin statt Kerosin als Treibstoff
- Veronique 61 (ab 1964): 6 t Schub
- Vesta (ab 1964): 16 t Schub
- Vexin (in Diamant A, ab 1965): 28 t, verwendet zum Start des ersten französischen Satelliten Astérix
- Valois (Diamant B, ab 1970): 35 t

Bei der Mitarbeit an der Trägerrakete Europa kamen Bringer und sein Team wieder am 40-t-Triebwerk an. Hier entwickelten sie ab 1968 das Viking-Triebwerk, das beim ersten Test am 8. April 1971 einen Schub von 55 t entwickelte. Er wurde in verschiedenen Konfigurationen in der Ariane 1 bis 4 eingesetzt.
Im Jahre 1971 wurden die zivilen Entwicklungen, und damit auch das Viking-Triebwerk, aus der staatlichen LRBA ausgegliedert und an die Société européenne de propulsion (SEP) übertragen, womit auch Bringer einen neuen Arbeitgeber bekam. 1973 ging Bringer in den Ruhestand und diente noch bis 1976 als Berater für die SEP.
Das von ihm entworfene Viking-Triebwerk wurde in 1250 Exemplaren produziert und zwischen 1979 und 2003 in der ersten und zweiten Stufe der Ariane 1 bis 4 eingesetzt. Eine Lizenzversion dieses Triebwerks wird noch heute unter dem Namen Vikas in Indien gebaut.
Bringer nahm den Vornamen Henri an und erhielt die französische Staatsbürgerschaft. Für seine Entwicklungen erhielt er vom französischen Staat eine pauschale Prämie.

## Ehrungen
Am 26. September 2010 wurde in Saint-Marcel eine Straße nach Karl-Heinz Bringer benannt.